# IC 680
IC 680 — галактика типу Sa (спіральна галактика) у сузір'ї Лев.
Цей об'єкт міститься в оригінальній редакції індексного каталогу.